# Kriminalität der Mächtigen
Als Kriminalität der Mächtigen wird ein seit Mitte der 1970er Jahre ursprünglich vor allem im Rahmen der Kritischen Kriminologie diskutiertes kriminologisches Konzept bezeichnet. Sebastian Scheerer zufolge handelt es sich um „die Summe der Straftaten, die zur Stärkung oder Verteidigung überlegener Macht begangen werden“. Mittlerweile werden Phänomene wie die Kriminalität der Mächtigen ebenso wie das verwandte Konzept Makrokriminalität in den meisten deutschsprachigen Lehrbüchern der Kriminologie – nicht lediglich in den Kreisen der Kritischen Kriminologie – diskutiert.

## Wissenschaftshistorischer Hintergrund
Der Begriff war ursprünglich auch dazu gedacht, einen Paradigmenwechsel innerhalb der Kriminologie herbeizuführen. Bereits in den 1940er Jahren hatte der amerikanische Kriminologe Edwin H. Sutherland ausgeführt, dass sich die Kriminologie traditionell überproportional mit Phänomenen der so genannten Unterschichtenkriminalität befasst habe und einen entsprechenden Perspektivenwechsel angemahnt.
Das Konzept wurde zum Schwerpunkt eines Arbeitsprogramms zum Thema „Ungleichheit und Kriminalität“, das der Arbeitskreis junger Kriminologen (AJK) auf einer Programmtagung im Sommer 1973 initiiert hatte. Unter der Überschrift „Kriminalität der Mächtigen“ fand dann 1975 ein Symposium statt. Dreißig Jahre später wurde in Bielefeld dieses Thema erneut mit einer Tagung aufgegriffen.
Der beabsichtigte Paradigmenwechsel innerhalb der Kriminologie ist durch die Fokussierung der Kriminalität der Mächtigen seitens der Kritischen Kriminologie letztlich nicht herbeigeführt worden. Immer noch spielt das kritisierte Konzept der „Unterschichtenkriminalität“ eine erhebliche Rolle im kriminalpolitischen Diskurs und ist als primärer Topos der Kriminologie nicht beseitigt. Allerdings wurde eine Erweiterung des kriminologischen Fokus', eine Problematisierung der Gleichsetzung von Kriminalität und Devianz sowie eine Aufweichung der Grenzen zwischen Legalität und Illegalität erreicht.

## Definitionsprobleme
Die Definition dessen, was als Kriminalität der Mächtigen verstanden werden soll, bereitet einige Schwierigkeiten. Dies hängt damit zusammen, dass die hier maßgeblichen Begriffe „Kriminalität“ und „Macht“ bzw. „Mächtige“ unterschiedlich weit verstanden werden. 

### Macht
Eine geläufige Definition fasst unter die Bezeichnung Kriminalität der Mächtigen alle nach positivem Recht strafbaren Taten, die zur Stärkung oder Verteidigung überlegener Macht begangen werden. 
Solche Überlegenheit zeigt sich in vielfältigen Situationen, nicht nur in wirtschaftlichen und politischen Zusammenhängen, sondern auch etwa im familiären Bereich. Grundlage ist im Wesentlichen der Machtbegriff Max Webers, wonach Macht als Chance verstanden wird, den eigenen Willen auch gegen Widerstreben durchzusetzen, gleichviel, worauf die Chance beruht. Die Machtkonstellationen können sich auch fortlaufend ändern, so dass die Rolle des „Mächtigen“ je nach Situation auch wechselseitig austauschbar erscheint.
Gegen eine solche weite Fassung des Machtbegriffs wird jedoch die Gefahr der Ausuferung geltend gemacht, wodurch eine sinnvolle Handhabung des so seiner Schärfe beraubten Konzeptes kaum gegeben sei. Schließlich sei zumindest jede interpersonelle Straftat mit einem Machtgefälle verbunden. Gerade weil der Begriff der Kriminalität der Mächtigen sich als herrschaftskritischer Topos herausgebildet hat, erscheint ein situativer Machtbegriff als problematisch. 
Deshalb wird Macht in diesem Zusammenhang oft weniger als dynamisches Prinzip verstanden, denn als eher statische Struktur. Auf die Weise soll die Kriminalität der Mächtigen bewusst auch der Unterschichtskriminalität gegenübergestellt werden, indem politisch und/oder wirtschaftlich mächtige Gruppen in den Fokus geraten. Daher werden als „Mächtige“ im Sinne des Konzepts nur solche Personen betrachtet, die eine über das allgemein Verfügbare hinausgehende überragende Machtposition innehaben. Zugleich sind diejenigen Straftaten ausgeschlossen, die zwar von solchen Personen begangen worden sind, aber keinen Bezug zur Stärkung oder Verteidigung dieser Machtposition haben.

### Kriminalität
Unterschiede bei der Beurteilung der Kriminalität der Mächtigen ergeben sich auch je nachdem, ob ein legalistischer Kriminalitätsbegriff oder ein materiell-soziologischer Verbrechensbegriff zugrunde gelegt wird. Teilweise wird auch von einem erweiterten legalistischen Verbrechensbegriff gesprochen. 
Als problematisch am legalistischen, auf die Verletzung von Strafrechtsnormen bezogenen Verbrechensbegriff wird teilweise angeführt, dass das Strafrecht selbst maßgeblich von Machtkonstellationen abhängig sei und von gesellschaftlich mächtigen Gruppen durchgesetzt werde. Damit könne es gerade diejenigen sozialschädlichen Handlungen aus dem Blick verlieren, die auf den Machterhalt von sich als Elite verstehenden Gruppen abzielten. Andererseits sei das Strafrecht auch ein Aushandlungsergebnis von gesellschaftlichen Prozessen, das den gesellschaftlich Mächtigen Kompromisse abverlange. Ein materieller Kriminalitäts- bzw. Verbrechensbegriff – wie er erstmals von Thorsten Sellin (Kriminalität als Verletzung von „Conduct Norms“) geprägt worden ist – setzt sich demgegenüber dem Einwand aus, zu beliebig und von individuellen Gerechtigkeitsvorstellungen abhängig zu sein. Der erweiterte legalistische Kriminalitätsbegriff versucht die Legalisierungsmöglichkeiten von materiellem Unrecht durch staatliche Instanzen durch Rückgriff auf allgemeine, international anerkannte Rechtsgrundsätze auszugleichen. Dieser Weg wird beispielsweise von Sebastian Scheerer beschritten.

## Charakteristik
Die „Kriminalität der Mächtigen“ wird als gekennzeichnet durch eine hohe Schadenshöhe bei gleichzeitig geringer Beunruhigung der Bevölkerung, einer arbeitsteiligen Begehungsweise und einer relativen Sanktionsimmunität bei geringer Stigmatisierung angesehen. Durch die oft gegebene Funktionalisierung von hierarchischen Strukturen zur Begehung der kriminellen Handlungen gibt es ein entsprechend breites Feld von Beteiligten. Darüber hinaus bestehe oft auch eine enge Verflochtenheit mit wirtschaftlichen und politischen Prozessen, eine Verfolgung könne damit unkalkulierbare Auswirkungen auf andere Bereiche der Gesellschaft haben (etwa Massenentlassungen). Wenn doch Sanktionen erfolgen, seien diese vergleichsweise milde und eher symbolisch (vgl. zuletzt etwa die Fälle Josef Ackermann oder Peter Hartz).
Die Erscheinungsformen der Kriminalität der Mächtigen sind den Vertretern des Konzepts zufolge vielfältig. Es werden aufgeführt: Genozid, Folter, Kriegsverbrechen, Bestechlichkeit, illegale Überwachungen, Wahlbetrug als typische Kriminalität von Regierungen, auch Übergriffe der Polizei oder polizeinaher Gruppen, Kolonialverbrechen, Akte der sizilianischen Mafia, Verbrechen religiöser Vereinigungen, illegale Maßnahmen von Unternehmern wie Bestechung und illegale Giftmüllentsorgung.

## Ursachen
Lord Acton prägte die viel zitierte Sentenz, „Macht korrumpiert, totale Macht korrumpiert total.“ Nach der „Rational Choice Theorie“, wie etwa von Chul Lee vertreten, wird eine der wichtigsten Ursachen der Kriminalität der Mächtigen in dem Umstand gesehen, dass eine Strafverfolgung bzw. Sanktionierung von den Akteuren für unwahrscheinlich gehalten wird. Entsprechend fällt die postulierte Kosten-Nutzen-Rechnung aus. 
Psychodynamisch betrachtet, dürfte unter Umständen der hohe Wert der äußeren Position für das Identitätsgefühl der Betreffenden auch jenseits von Kosten-Nutzen-Erwägungen ins Gewicht fallen. Die Vermeidung von Ohnmacht kann ein wesentlicher Antrieb für das Anstreben von Machtpositionen sein und zugleich radikale Verteidigungsmethoden in Bezug auf ebendiese Positionen in den Bereich des Möglichen rücken lassen.
Auch die Ferne der Akteure zu den Ergebnissen ihrer Handlungen kann von erheblichem Einfluss sein. Dies etwa, weil die unmittelbare Ausführung erst auf unteren Hierarchieebenen erfolgt. Auch werden die Auswirkungen bestimmter Handlungen unter Umständen erst mit großer zeitlicher Verzögerung sichtbar, wobei dann oft auch eine Kausalbeziehung nur schwer nachgewiesen werden kann.

## Verwandte Konzepte

### White Collar Crime (Wirtschaftskriminalität)
Der Begriff des „White Collar Crime“ geht auf Edwin H. Sutherland zurück. Dieser verstand hierunter Verbrechen, die von Personen mit einem hohen sozialen Status begangen werden. Anders als die Kriminalität der Mächtigen ist dieses Konzept aber auf ökonomische Akteure beschränkt. Es differenziert auch nicht zwischen Straftaten, die auf Machterhaltung oder -erweiterung bezogen sind, und anderen Straftaten der bezeichneten Personengruppe.

### Regierungskriminalität
Unter Regierungskriminalität werden kriminelle Handlungen verstanden, die von der Regierung begangen werden und einen Verstoß gegen staatliches Recht oder gegen das Völkerrecht darstellen. Die in Frage kommenden Akteure werden anders als beim Konzept der Kriminalität der Mächtigen hierbei lediglich als juristische Personen bzw. als körperschaftliche Akteure behandelt. Phänomene der Wirtschaftskriminalität bleiben dabei im Wesentlichen ausgeschlossen.
Dem Buchautor und ehemaligen US-amerikanischen Staatsanwalt Vincent Bugliosi zufolge solle beispielsweise der ehemalige US-Präsident George W. Bush wegen des unprovozierten Angriffs auf den Irak nach dem Ende seiner Immunität (2009) wegen Mordes an den dort getöteten US-Soldaten angeklagt werden.

### Makrokriminalität
Der von Herbert Jäger entwickelte Begriff der Makrokriminalität bezieht sich auf Verbrechen von besonderem Ausmaß. Dies ist etwa der Fall bei Kriegsverbrechen, Völker- und Massenmorden, dem Einsatz von Nuklearwaffen, Staats- und Gruppenterrorismus, Minderheitenverfolgung, Religionskonflikten, revolutionären und gegenrevolutionären Bewegungen. Der Begriff hat als eine Sammelbezeichnung nur eine auf das Phänomen hinweisende Funktion.

### Repressives Verbrechen
Das von Henner Hess vorgeschlagene Konzept des Repressiven Verbrechens bezieht sich auf die Erhaltung, Stärkung oder Verteidigung privilegierter Positionen, vor allem Macht und Besitz, und entspricht nach Scheerer (1993) dem Konzept der Kriminalität der Mächtigen. Allerdings liegt bei der Kriminalität der Mächtigen die Betonung auf dem Täter, während beim repressiven Verbrechen die Funktion der Tat im Mittelpunkt steht. Hess stellt diesem außerdem das revoltierende Verbrechen gegenüber, das die durch ersteres verteidigten Positionen und Strukturen angreift.